# Dieta Bucovinei

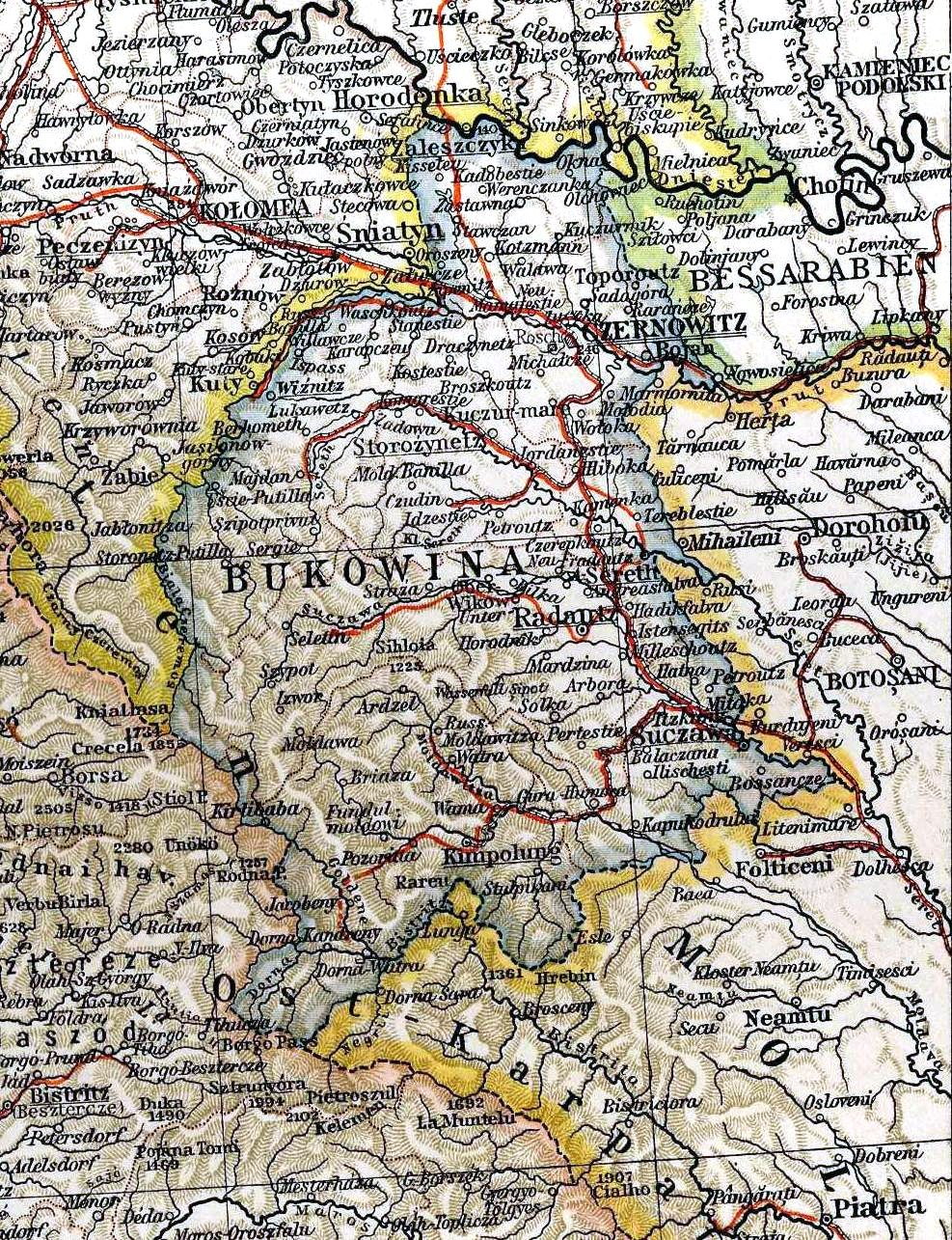
Harta Bucovinei austriece în 1901

Dieta Bucovinei (în germană Bukowiner Landtag , în ucraineană Буковинський крайовий сейм, în poloneză Sejm Krajowy Bukowiny) a fost o dietă a țării (parlament al unei provincii autonome) care a funcționat în Ducatul Bucovinei între anii 1861-1918.

## Înființare
În urma Revoluției din 1848 d.Hr., s-a format la Viena o adunare constituantă care avea scopul de a da o nouă constituție Imperiului habsburgic. Majoritatea reprezentanților Bucovinei (Bucovina beneficia de opt mandate) a cerut la 26 iunie 1848, printre alte revendicări, separarea Bucovinei de Galiția și constituirea ei ca țară de coroană, autonomă. 
Noua constituția austriacă, adoptată la 4 martie 1849, a declarat Bucovina ca provincie autonomă a Casei de Austria, cu titlul de "Ducat". Abia în anul 1860, Ducatul Bucovinei și-a putut constitui primul organism cu rol de legiferare. În acel an, a fost aleasă o Dietă provincială, condusă de un Căpitan al Țării. Autoritățile imperiale austriece erau reprezentate în Bucovina de un guvernator, cu titlul de "Președinte al Țării". Fiind ridicată la rangul de ducat autonom, prin decretul imperial din 9 decembrie 1862, Bucovina a primit o stemă proprie (asemănătoare cu stema Țării Moldovei). 

## Organizare
Dieta Bucovinei era formată din 30 de membri: 29 deputați erau aleși pentru un mandat de șase ani, iar episcopul ortodox al Bucovinei (ulterior, mitropolitul Bucovinei și al Dalmației) era membru de drept. Cei 29 deputați reprezentau patru colegii electorale:
- Colegiul I (al marilor proprietari) – trimitea în dietă 12 deputați și anume: 2 din partea Fondului Religionar, 6 din partea marilor proprietari români și 4 din partea marilor proprietari armeano–poloni.
- Colegiul al II-lea (al Camerei de Comerț și Industrie) – 2 deputați (unul german și unul evreu)
- Colegiul al III-lea (al orașelor) – 3 deputați germani pentru orașele Cernăuți, Suceava și Rădăuți.
- Colegiul al IV-lea (al comunelor rurale) – 12 deputați, dintre care 8 români și 4 ruteni. Dintre cei 12 deputați ai comunelor rurale, numai 4 erau țărani, 3 erau boieri și 5 erau prepoziți de județ. [1]

În anul 1875, rectorul Universității din Cernăuți a devenit membru de drept, astfel încât numărul deputaților din Dietă a crescut la 31. 
În primele trei colegii electorale se făceau alegeri prin vot direct, iar în al patrulea (comunele rurale) se vota prin intermediul delegaților (wahlmanner), proporția fiind un delegat la 50 alegători. La începutul fiecărei legislaturi, împăratul Austro-Ungariei numea din rândul membrilor dietei pe președintele ei, care se numea "Căpitan al Țării" (Landeshauptmann) și pe locțiitorul acestuia. În ședința de constituire a dietei se alegea un Consiliu Provincial Permanent (Landesansschuss), compus din Căpitanul Țării, locțiitorul acestuia și patru membri care împărțeau între ei diferite agende administrative. 
Prin noua lege electorală pentru alegerile dietale din Bucovina din 1910, s-a majorat numărul deputaților din Dietă la 63 de membri. Astfel, Dieta Bucovinei era formată din: 2 membri viriliști (mitropolitul ortodox și rectorul Universității), 13 reprezentanți ai curiei marii proprietăți, 2 reprezentanți ai curiei preoțești, 28 deputați ai curiei censului și 18 deputați ai curiei sufragiului universal. Deliberările s-au desfășurat în limbile: germană, română și ruteană (ucraineană). 